# Georg Thilenius (Balneologe)

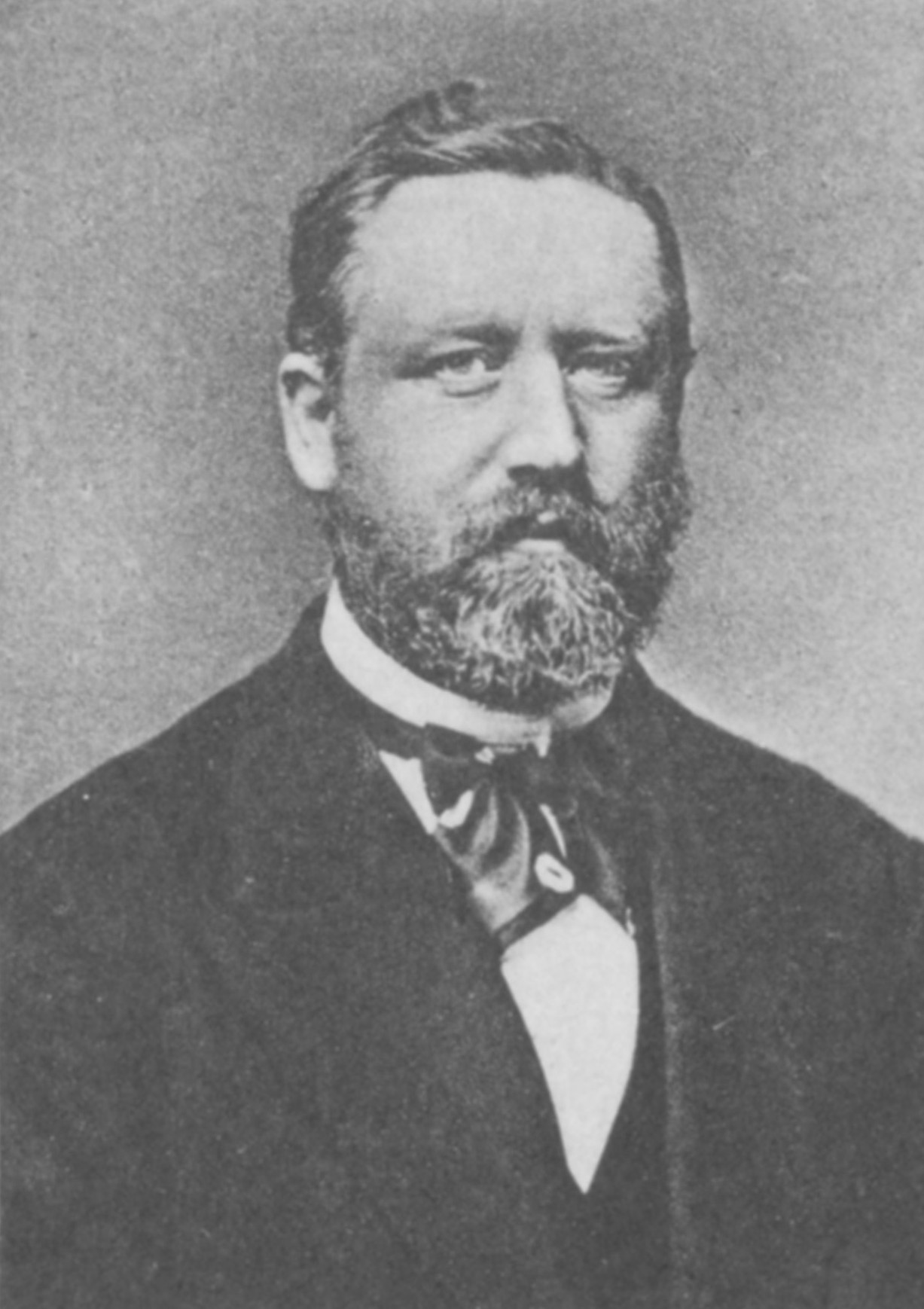
Georg Thilenius

Georg Thilenius (* 19. April 1830 in Rüdesheim am Rhein; † 17. August 1885 in Bad Soden am Taunus) war ein deutscher Badearzt und nationalliberaler Reichstagsabgeordneter. 

## Leben
Georg Thilenius wurde als Sohn des ersten staatlich zugelassenen Badearztes der Stadt Soden am Taunus Otto Heinrich Thilenius (1800–1867) geboren. Er war Enkel des Begründers dieser Dynastie von Badeärzten, Moritz Gerhard Thilenius (1745–1808). Georg Thilenius versuchte sich seiner Mutter, einer geborenen Buderus, zuliebe erst im Bergfach und wechselte dann 1851 zum Studiengang Medizin. Er besuchte die Universitäten von Berlin, Göttingen und Wien. Nach dem Staatsexamen unternahm er eine wissenschaftliche Reise in der Art einer Grand Tour nach Frankreich und bis nach Algerien. Ab 1855 wurde er dann als praktischer Arzt und Badearzt in Bad Soden tätig und erwarb das 1847 errichtete Paulinenschlösschen (Bad Soden) aus dem Besitz der Herzogin Pauline von Nassau als Lebensmittelpunkt. Er engagierte sich gleichzeitig sozial wie auch politisch in Soden. Zunächst war er auf kommunaler Ebene aktiv, dann ab 1870 als Abgeordneter im Preußischen Abgeordnetenhaus und ab der Reichstagswahl 1874 für den Reichstagswahlkreis Regierungsbezirk Wiesbaden 5 als nationalliberaler Reichstagsabgeordneter, später ab 1880 bis zu seinem Ausscheiden 1884 infolge der Sezession als Abgeordneter der Liberalen Vereinigung.
1876 wurde ihm die Corpsschleife des Corps Palatia Bonn verliehen. 1884 und 1885 redigierte er den Bäder-Almanach, dieser wurde später von seinem jüngeren Bruder Otto Thilenius weiter redigiert. Sein denkmalgeschütztes Grabmal auf dem Friedhof von Bad Soden beruht auf einem Entwurf des Wiesbadener Bildhauers Eduard Schmidt von der Launitz.